# Église de Ordem Terceira do Carmo
L'église de Ordem Terceira do Carmo est une église du Tiers-Ordre carmélite située à Santa Maria dans la municipalité de Tavira dans la région de l'Algarve, au Portugal.